# Hideki Kita
Hideki Kita (喜多 秀喜, Kita Hideki, né le 28 septembre 1952) est un athlète japonais, spécialiste des courses de fond.

## Biographie
Il remporte la médaille d'or du 5 000 mètres lors des championnats d'Asie 1979, à Tokyo, dans le temps de 13 min 55 s 3. 
Il s'illustre par ailleurs dans l'épreuve du marathon en remportant celui de Tokyo en 1981 et celui de Pékin en 1984. 

### Palmarès
| Date | Compétition         | Lieu  | Résultat | Épreuve | Performance   |
| ---- | ------------------- | ----- | -------- | ------- | ------------- |
| 1979 | Championnats d'Asie | Tokyo | 1er      | 5 000 m | 13 min 55 s 3 |

### Records
| Épreuve  | Performance     | Lieu      | Date            |
| -------- | --------------- | --------- | --------------- |
| 5 000 m  | 13 min 27 s 44  | Stockholm | 5 juillet 1977  |
| 10 000 m | 27 min 48 s 59  | Stockholm | 7 juillet 1980  |
| Marathon | 2 h 10 min 30 s | Fukuoka   | 4 décembre 1983 |